# Elezioni amministrative in Italia del 1951
Le elezioni amministrative italiane del 1951 si tennero in due tornate:
- il 27 e il 28 maggio, per il rinnovo di 27 consigli provinciali e 3.071 consigli comunali (di cui 28 comuni capoluogo);
- il 10 e l'11 giugno, per il rinnovo di 30 consigli provinciali e 2.165 consigli comunali (di cui 29 comuni capoluogo).

Furono le prime dopo le riforme normative in senso maggioritario volute dal governo di Alcide De Gasperi. Nel 1951 vi fu anche il ristabilimento democratico dei consigli provinciali, dopo che le province erano rimaste amministrate per sei anni da deputazioni provvisorie nominate dai prefetti. A differenza però della legislazione comunale che aveva vigenza generale, la nuova normativa provinciale si applicò solo in 79 province.
Le elezioni amministrative di quell'anno furono contraddistinte dalla modifica del sistema elettorale in senso maggioritario, assegnando un premio dei due terzi dei seggi alla coalizione vincitrice delle elezioni comunali, mentre nelle elezioni provinciali la stessa quantità di seggi era decisa in collegi uninominali. La lotta fu giocata da tre diversi schieramenti: quello socialcomunista, quello di centro facente riferimento al governo di Alcide De Gasperi, e quello di destra delle forze monarchiche e neofasciste.
Di seguito sono indicati i risultati relativi ai comuni capoluogo di provincia.

## Elezioni comunali del 27 maggio

### Piemonte

#### Novara
| Liste                                                                               | Liste                             | Voti   | %    | Seggi |
| ----------------------------------------------------------------------------------- | --------------------------------- | ------ | ---- | ----- |
|                                                                                     | Democrazia Cristiana (DC)         | 14.793 | 31,7 |       |
| Partito Liberale Italiano-Indipendenti di Destra (PLI)                              | 4.340                             | 9,3    |      |       |
| Partito Socialista dei Lavoratori Italiani-Partito Repubblicano Italiano (PSLI-PRI) | 3.933                             | 8,4    |      |       |
| Totale coalizione                                                                   | 23.066                            | 49,4   |      |       |
|                                                                                     | Partito Socialista Italiano (PSI) | 11.297 | 24,2 |       |
| Partito Comunista Italiano (PCI)                                                    | 10.775                            | 23,1   |      |       |
| Indipendenti di Sinistra                                                            | 666                               | 1,4    |      |       |
| Totale coalizione                                                                   | 22.738                            | 48,8   |      |       |
|                                                                                     | Partito Socialista Unitario (PSU) | 816    | 1,8  |       |
| Totale                                                                              | Totale                            | 46.620 | 100  | 40    |

### Lombardia

#### Bergamo
| Liste                            | Liste                                                             | Voti   | %    | Seggi |
| -------------------------------- | ----------------------------------------------------------------- | ------ | ---- | ----- |
|                                  | Democrazia Cristiana (DC)                                         | 30.695 | 54,6 | 26    |
|                                  | Partito Socialista Italiano (PSI)                                 | 7.819  | 13,9 | 4     |
| Partito Comunista Italiano (PCI) | 3.363                                                             | 6,0    | 2    |       |
| Totale coalizione                | 11.182                                                            | 19,9   | 6    |       |
|                                  | Unità Socialista (US)                                             | 6.890  | 12,3 | 4     |
|                                  | Movimento Sociale Italiano-Partito Nazionale Monarchico (MSI-PNM) | 4.347  | 7,7  | 2     |
|                                  | Partito Liberale Italiano (PLI)                                   | 3.081  | 5,5  | 2     |
| Totale                           | Totale                                                            | 56.195 |      | 40    |

#### Brescia
| Liste                                             | Liste                              | Voti   | %     | Seggi |
| ------------------------------------------------- | ---------------------------------- | ------ | ----- | ----- |
|                                                   | Democrazia Cristiana (DC)          | 36.693 | 43,73 | 28    |
| Partito Socialista dei Lavoratori Italiani (PSLI) | 3.479                              | 4,15   | 2     |       |
| Partito Liberale Italiano (PLI)                   | 2.168                              | 2,58   | 2     |       |
| Partito Repubblicano Italiano (PRI)               | 1.376                              | 1,64   | 1     |       |
| Totale coalizione                                 | 43.986                             | 52,42  | 33    |       |
|                                                   | Partito Comunista Italiano (PCI)   | 13.437 | 16,01 | 6     |
| Partito Socialista Italiano (PSI)                 | 12.769                             | 15,22  | 5     |       |
| Leonessa                                          | 310                                | 0,37   | -     |       |
| Totale coalizione                                 | 26.516                             | 31,60  | 6     |       |
|                                                   | Movimento Sociale Italiano (MSI)   | 6.732  | 8,02  | 3     |
|                                                   | Unità Socialista (US)              | 3.277  | 3,91  | 1     |
|                                                   | Partito Nazionale Monarchico (PNM) | 2.234  | 2,66  | 1     |
|                                                   | Torre Duomo                        | 1.156  | 1,38  | 1     |
| Totale                                            | Totale                             | 83.631 |       | 50    |

#### Como
| Liste                            | Liste                              | Voti   | %    | Seggi |
| -------------------------------- | ---------------------------------- | ------ | ---- | ----- |
|                                  | Democrazia Cristiana (DC)          | 18.766 | 44,1 |       |
|                                  | Partito Socialista Italiano (PSI)  | 5.951  | 14,0 |       |
| Partito Comunista Italiano (PCI) | 4.447                              | 10,4   |      |       |
| Indipendenti di Sinistra         | 256                                | 0,6    |      |       |
| Totale coalizione                | 10.654                             | 25,0   |      |       |
|                                  | Unità Socialista (US)              | 5.761  | 13,5 |       |
|                                  | Movimento Sociale Italiano (MSI)   | 3.187  | 7,5  |       |
|                                  | Partito Liberale Italiano (PLI)    | 2.984  | 7,0  |       |
|                                  | Partito Nazionale Monarchico (PNM) | 1.496  | 3,5  |       |
| Totale                           | Totale                             | 42.548 |      |       |

#### Cremona
| Liste                                             | Liste                             | Voti   | %    | Seggi |
| ------------------------------------------------- | --------------------------------- | ------ | ---- | ----- |
|                                                   | Democrazia Cristiana (DC)         | 14.485 | 33,1 |       |
| Partito Socialista dei Lavoratori Italiani (PSLI) | 2.788                             | 6,4    |      |       |
| Partito Liberale Italiano (PLI)                   | 2.571                             | 5,7    |      |       |
| Partito Repubblicano Italiano (PRI)               | 1.007                             | 2,3    |      |       |
| Totale coalizione                                 | 20.851                            | 47,7   |      |       |
|                                                   | Partito Comunista Italiano (PCI)  | 9.530  | 21,8 |       |
| Partito Socialista Italiano (PSI)                 | 9.085                             | 20,8   |      |       |
| Indipendenti di Sinistra                          | 290                               | 0,7    |      |       |
| Totale coalizione                                 | 18.905                            | 43,3   |      |       |
|                                                   | Movimento Sociale Italiano (MSI)  | 2.622  | 6,0  |       |
|                                                   | Partito Socialista Unitario (PSU) | 1.326  | 3,0  |       |
| Totale                                            | Totale                            | 43.704 |      | 50    |

#### Mantova
| Liste                                             | Liste                             | Voti   | %    | Seggi |
| ------------------------------------------------- | --------------------------------- | ------ | ---- | ----- |
|                                                   | Partito Comunista Italiano (PCI)  | 8.853  | 26,2 |       |
| Partito Socialista Italiano (PSI)                 | 6.646                             | 19,7   |      |       |
| Contribuenti                                      | 220                               | 0,6    |      |       |
| Totale coalizione                                 | 15.719                            | 46,5   |      |       |
|                                                   | Democrazia Cristiana (DC)         | 10.261 | 30,4 |       |
| Partito Socialista dei Lavoratori Italiani (PSLI) | 2.553                             | 7,6    |      |       |
| Concentrazione Democratica Liberale (CDL)         | 977                               | 2,9    |      |       |
| Partito Repubblicano Italiano (PRI)               | 351                               | 1,0    |      |       |
| Totale coalizione                                 | 14.142                            | 43,3   |      |       |
|                                                   | Movimento Sociale Italiano (MSI)  | 2.923  | 8,6  |       |
|                                                   | Partito Socialista Unitario (PSU) | 1.022  | 3,0  |       |
| Totale                                            | Totale                            | 33.806 |      | 40    |

#### Milano
| Liste                                                       | Liste                                 | Voti    | %     | Seggi |
| ----------------------------------------------------------- | ------------------------------------- | ------- | ----- | ----- |
|                                                             | Democrazia Cristiana (DC)             | 238.693 | 30,52 | 31    |
| Partito Socialista Unitario dei Lavoratori Italiani (PSULI) | 111.185                               | 14,21   | 14    |       |
| Partito Liberale Italiano (PLI)                             | 49.299                                | 6,30    | 6     |       |
| Partito Repubblicano Italiano (PRI)                         | 13.069                                | 1,67    | 2     |       |
| Totale coalizione                                           | 412.246                               | 52,72   | 53    |       |
|                                                             | Partito Comunista Italiano (PCI)      | 176.630 | 22,59 | 13    |
| Partito Socialista Italiano (PSI)                           | 109.669                               | 14,03   | 9     |       |
| Difesa Contribuente                                         | 2.805                                 | 0,36    | -     |       |
| Totale coalizione                                           | 289.997                               | 37,08   | 22    |       |
|                                                             | Movimento Sociale Italiano (MSI)      | 50.454  | 6,45  | 3     |
|                                                             | Partito Nazionale Monarchico (PNM)    | 23.936  | 3,06  | 2     |
|                                                             | Partito Repubblicano Socialista (PRS) | 2.840   | 0,36  | -     |
| Totale                                                      | Totale                                | 781.918 |       | 80    |

#### Pavia
| Liste                                                       | Liste                            | Voti   | %    | Seggi |
| ----------------------------------------------------------- | -------------------------------- | ------ | ---- | ----- |
|                                                             | Democrazia Cristiana (DC)        | 9.465  | 32,8 |       |
| Partito Socialista Unitario dei Lavoratori Italiani (PSULI) | 4.214                            | 14,6   |      |       |
| Partito Liberale Italiano (PLI)                             | 2.776                            | 9,6    |      |       |
| Partito Repubblicano Italiano (PRI)                         | 712                              | 2,5    |      |       |
| Totale coalizione                                           | 17.167                           | 59,5   |      |       |
|                                                             | Partito Comunista Italiano (PCI) | 7.534  | 26,2 |       |
| Partito Socialista Italiano (PSI)                           | 4.134                            | 14,3   |      |       |
| Totale coalizione                                           | 11.668                           | 40,5   |      |       |
| Totale                                                      | Totale                           | 28.835 |      | 40    |

#### Sondrio
| Liste                            | Liste                                                                                     | Voti  | %    | Seggi |
| -------------------------------- | ----------------------------------------------------------------------------------------- | ----- | ---- | ----- |
|                                  | Democrazia Cristiana (DC)                                                                 | 3.494 | 46,1 |       |
|                                  | Partito Socialista Italiano (PSI)                                                         | 1.484 | 19,6 |       |
| Partito Comunista Italiano (PCI) | 668                                                                                       | 8,8   |      |       |
| Totale coalizione                | 2.152                                                                                     | 28,4  |      |       |
|                                  | Partito Socialista Unitario dei Lavoratori Italiani-Partito Liberale Italiano (PSULI-PLI) | 1.454 | 19,2 |       |
|                                  | Movimento Sociale Italiano (MSI)                                                          | 480   | 6,3  |       |
| Totale                           | Totale                                                                                    | 7.580 |      |       |

#### Varese
| Liste                            | Liste | Voti   | %    | Seggi |
| -------------------------------- | --- | ------ | ---- | ----- |
|                                  | Democrazia Cristiana (DC)                                                                                                   | 14.906 | 44,8 |       |
|                                  | Partito Socialista Italiano (PSI)                                                                                           | 6.532  | 19,6 |       |
| Partito Comunista Italiano (PCI) | 3.463 | 10,4   |      |       |
| Indipendenti di Sinistra         | 210 | 0,6    |      |       |
| Totale coalizione                | 10.205 | 30,6   |      |       |
|                                  | Partito Socialista Unitario dei Lavoratori Italiani-Partito Liberale Italiano-Partito Repubblicano Italiano (PSULI-PLI-PRI) | 4.978  | 15,0 |       |
|                                  | Movimento Sociale Italiano (MSI)                                                                                            | 2.255  | 6,8  |       |
|                                  | Partito Nazionale Monarchico (PNM)                                                                                          | 917    | 2,8  |       |
| Totale                           | Totale | 33.261 |      |       |

### Trentino-Alto Adige

#### Trento
| Liste                            | Liste                                                                          | Voti   | %    | Seggi |
| -------------------------------- | ------------------------------------------------------------------------------ | ------ | ---- | ----- |
|                                  | Democrazia Cristiana (DC)                                                      | 17.777 | 51,3 | 24    |
| Partito Liberale Italiano (PLI)  | 1.292                                                                          | 2,7    | 2    |       |
| Totale coalizione                | 19.069                                                                         | 54,0   | 26   |       |
|                                  | Partito Socialista Italiano (PSI)                                              | 5.258  | 15,2 | 5     |
| Partito Comunista Italiano (PCI) | 2.468                                                                          | 7,1    | 2    |       |
| Totale coalizione                | 10.205                                                                         | 22,3   | 7    |       |
|                                  | Partito Socialista - Sezione Italiana dell'Internazionale Socialista (PS-SIIS) | 4.194  | 12,1 | 4     |
|                                  | Alleanza Civica                                                                | 1.519  | 4,4  | 2     |
|                                  | Partito Popolare Trentino Tirolese (PPTT)                                      | 1.395  | 4,0  | 1     |
|                                  | Lista Nettuno (PRI-IS)                                                         | 745    | 2,2  | -     |
| Totale                           | Totale                                                                         | 34.648 |      | 40    |

### Veneto

#### Padova
| Liste                                | Liste                              | Voti   | %     | Seggi |
| ------------------------------------ | ---------------------------------- | ------ | ----- | ----- |
|                                      | Democrazia Cristiana (DC)          | 41.222 | 44,46 | 29    |
| Partito Liberale Italiano (PLI)      | 4.259                              | 4,59   | 3     |       |
| Partito Repubblicano Italiano (PRI)  | 975                                | 1,05   | 1     |       |
| Totale coalizione                    | 46.448                             | 50,10  | 33    |       |
|                                      | Partito Comunista Italiano (PCI)   | 17.104 | 18,45 | 7     |
| Partito Socialista Italiano (PSI)    | 10.010                             | 10,80  | 4     |       |
| Commercianti e Artigiani             | 603                                | 0,65   | -     |       |
| Concentrazione Democratica Femminile | 461                                | 0,50   | -     |       |
| Pensionati                           | 333                                | 0,36   | -     |       |
| Lista Sport                          | 165                                | 0,18   | -     |       |
| Totale coalizione                    | 28.676                             | 30,94  | 11    |       |
|                                      | Partito Socialista Unitario (PSU)  | 8.219  | 8,86  | 3     |
|                                      | Movimento Sociale Italiano (MSI)   | 6.150  | 6,63  | 2     |
|                                      | Partito Nazionale Monarchico (PNM) | 3.225  | 3,48  | 1     |
| Totale                               | Totale                             | 92.718 |       | 50    |

#### Rovigo
| Liste                              | Liste                            | Voti   | %    | Seggi |
| ---------------------------------- | -------------------------------- | ------ | ---- | ----- |
|                                    | Partito Comunista Italiano (PCI) | 5.696  | 24,0 |       |
| Partito Socialista Italiano (PSI)  | 4.585                            | 19,3   |      |       |
| Indipendenti di Sinistra           | 134                              | 0,6    |      |       |
| Totale coalizione                  | 10.415                           | 43,9   |      |       |
|                                    | Democrazia Cristiana (DC)        | 8.663  | 36,5 |       |
| Leone (PSLI-PLI-PRI)               | 560                              | 2,4    |      |       |
| Totale coalizione                  | 9.223                            | 38,9   |      |       |
|                                    | Movimento Sociale Italiano (MSI) | 1.573  | 6,6  |       |
| Partito Nazionale Monarchico (PNM) | 768                              | 3,2    |      |       |
| Indipendenti di Destra             | 190                              | 0,8    |      |       |
| Totale coalizione                  | 2.531                            | 10,6   |      |       |
|                                    | Unità Socialista (US)            | 1.573  | 6,6  |       |
| Totale                             | Totale                           | 23.742 |      |       |

#### Treviso
| Liste                             | Liste                                             | Voti   | %    | Seggi |
| --------------------------------- | ------------------------------------------------- | ------ | ---- | ----- |
|                                   | Democrazia Cristiana (DC)                         | 15.543 | 46,6 |       |
|                                   | Partito Comunista Italiano (PCI)                  | 4.254  | 12,7 |       |
| Partito Socialista Italiano (PSI) | 3.230                                             | 9,7    |      |       |
| Indipendenti di Sinistra          | 313                                               | 0,9    |      |       |
| Totale coalizione                 | 7.797                                             | 23,3   |      |       |
|                                   | Partito Socialista dei Lavoratori Italiani (PSLI) | 6.933  | 20,8 |       |
|                                   | Tarvisium (MSI-PNM)                               | 2.374  | 7,1  |       |
|                                   | Partito Repubblicano Italiano (PRI)               | 1.844  | 5,5  |       |
|                                   | Partito Liberale Italiano (PLI)                   | 1.263  | 3,8  |       |
| Totale                            | Totale                                            | 33.380 |      |       |

#### Venezia
| Liste                                             | Liste                               | Voti    | %     | Seggi |
| ------------------------------------------------- | ----------------------------------- | ------- | ----- | ----- |
|                                                   | Democrazia Cristiana (DC)           | 68.070  | 37,79 | 31    |
| Partito Socialista dei Lavoratori Italiani (PSLI) | 10.546                              | 5,85    | 5     |       |
| Partito Liberale Italiano (PLI)                   | 8.331                               | 4,62    | 4     |       |
| Totale coalizione                                 | 86.947                              | 48,26   | 40    |       |
|                                                   | Partito Comunista Italiano (PCI)    | 54.752  | 30,40 | 12    |
| Partito Socialista Italiano (PSI)                 | 16.884                              | 9,37    | 4     |       |
| Totale coalizione                                 | 71.636                              | 39,77   | 16    |       |
|                                                   | Movimento Sociale Italiano (MSI)    | 10.693  | 5,94  | 2     |
|                                                   | Partito Socialista Unitario (PSU)   | 7.650   | 4,25  | 2     |
|                                                   | Partito Repubblicano Italiano (PRI) | 1.637   | 0,91  | -     |
|                                                   | Artigiani                           | 798     | 0,44  | -     |
|                                                   | Lista Civica                        | 746     | 0,41  | -     |
| Totale                                            | Totale                              | 180.107 |       | 60    |

#### Verona
| Liste                                             | Liste                               | Voti    | %     | Seggi |
| ------------------------------------------------- | ----------------------------------- | ------- | ----- | ----- |
|                                                   | Democrazia Cristiana (DC)           | 44.134  | 41,07 | 27    |
| Partito Socialista dei Lavoratori Italiani (PSLI) | 8.166                               | 7,60    | 5     |       |
| Partito Liberale Italiano (PLI)                   | 3.863                               | 3,59    | 1     |       |
| Totale coalizione                                 | 53.046                              | 52,26   | 33    |       |
|                                                   | Partito Socialista Italiano (PSI)   | 19.677  | 18,30 | 7     |
| Partito Comunista Italiano (PCI)                  | 14.901                              | 13,86   | 5     |       |
| Totale coalizione                                 | 23.066                              | 32,16   | 12    |       |
|                                                   | Movimento Sociale Italiano (MSI)    | 8.171   | 7,60  | 3     |
|                                                   | Partito Socialista Unitario (PSU)   | 4.907   | 4,57  | 2     |
|                                                   | Partito Nazionale Monarchico (PNM)  | 2.209   | 2,05  | -     |
|                                                   | Partito Repubblicano Italiano (PRI) | 746     | 0,69  | -     |
|                                                   | Indipendenti di Sinistra            | 696     | 0,65  | -     |
| Totale                                            | Totale                              | 107.470 |       | 50    |

#### Vicenza
| Liste                              | Liste                                                       | Voti   | %     | Seggi |
| ---------------------------------- | ----------------------------------------------------------- | ------ | ----- | ----- |
|                                    | Democrazia Cristiana (DC)                                   | 14.315 | 50,00 | 26    |
|                                    | Partito Socialista Italiano (PSI)                           | 3.957  | 12,71 | 4     |
| Partito Comunista Italiano (PCI)   | 3.746                                                       | 12,04  | 3     |       |
| Indipendenti di Sinistra           | 449                                                         | 1,44   | -     |       |
| Totale coalizione                  | 8.197                                                       | 26,19  | 7     |       |
|                                    | Partito Socialista Unitario dei Lavoratori Italiani (PSULI) | 4.461  | 14,33 | 4     |
|                                    | Movimento Sociale Italiano (MSI)                            | 2.112  | 6,79  | 2     |
| Partito Nazionale Monarchico (PNM) | 467                                                         | 1,50   | -     |       |
| Totale coalizione                  | 2.579                                                       | 8,29   | 2     |       |
|                                    | Partito Liberale Italiano (PLI)                             | 1.570  | 5,04  | 1     |
| Totale                             | Totale                                                      | 31.122 |       | 40    |

### Emilia-Romagna

#### Bologna
| Liste                                             | Liste                            | Voti    | %     | Seggi |
| ------------------------------------------------- | -------------------------------- | ------- | ----- | ----- |
|                                                   | Partito Comunista Italiano (PCI) | 93.043  | 40,39 | 33    |
| Partito Socialista Italiano (PSI)                 | 16.982                           | 7,38    | 6     |       |
| Gigante                                           | 2.350                            | 1,02    | 1     |       |
| Totale coalizione                                 | 112.375                          | 48,79   | 40    |       |
|                                                   | Democrazia Cristiana (DC)        | 59.532  | 25,85 | 10    |
| Partito Socialista dei Lavoratori Italiani (PSLI) | 32.438                           | 14,08   | 6     |       |
| Partito Liberale Italiano (PLI)                   | 13.837                           | 6,00    | 2     |       |
| Partito Repubblicano Italiano (PRI)               | 4.409                            | 1,91    | 1     |       |
| Totale coalizione                                 | 110.216                          | 47,84   | 19    |       |
|                                                   | Movimento Sociale Italiano (MSI) | 7.716   | 3,35  | 1     |
| Totale                                            | Totale                           | 230.307 |       | 60    |

#### Forlì
| Liste                                                       | Liste                               | Voti   | %     | Seggi |
| ----------------------------------------------------------- | ----------------------------------- | ------ | ----- | ----- |
|                                                             | Partito Repubblicano Italiano (PRI) | 14.847 | 30,56 | 15    |
| Democrazia Cristiana (DC)                                   | 8.190                               | 16,85  | 9     |       |
| Partito Socialista Unitario dei Lavoratori Italiani (PSULI) | 1.851                               | 3,81   | 2     |       |
| Totale coalizione                                           | 24.888                              | 51,22  | 26    |       |
|                                                             | Partito Comunista Italiano (PCI)    | 16.967 | 34,92 | 10    |
| Partito Socialista Italiano (PSI)                           | 4.499                               | 9,26   | 3     |       |
| Movimento Popolare Repubblicano                             | 163                                 | 0,34   | -     |       |
| Totale coalizione                                           | 21.629                              | 44,52  | 13    |       |
|                                                             | Movimento Sociale Italiano (MSI)    | 1.911  | 3,93  | 1     |
|                                                             | Partito Liberale Italiano (PLI)     | 163    | 0,34  | -     |
| Totale                                                      | Totale                              | 48.591 |       | 40    |

#### Ravenna
| Liste                                                       | Liste                               | Voti   | %    | Seggi |
| ----------------------------------------------------------- | ----------------------------------- | ------ | ---- | ----- |
|                                                             | Partito Repubblicano Italiano (PRI) | 20.849 | 35,4 | 17    |
| Democrazia Cristiana (DC)                                   | 7.950                               | 13,5   | 7    |       |
| Partito Socialista Unitario dei Lavoratori Italiani (PSULI) | 1.991                               | 3,4    | 2    |       |
| Totale coalizione                                           | 30.790                              | 52,3   | 26   |       |
|                                                             | Partito Comunista Italiano (PCI)    | 20.276 | 34,4 | 10    |
| Partito Socialista Italiano (PSI)                           | 5.443                               | 9,3    | 3    |       |
| Totale coalizione                                           | 25.719                              | 43,7   | 13   |       |
|                                                             | Movimento Sociale Italiano (MSI)    | 1.622  | 2,7  | 1     |
|                                                             | Partito Liberale Italiano (PLI)     | 296    | 0,5  | -     |
|                                                             | Movimento Repubblicano Progressista | 458    | 0,8  | -     |
| Totale                                                      | Totale                              | 58.885 |      | 40    |

### Liguria

#### Genova
| Liste                                             | Liste                            | Voti    | %     | Seggi |
| ------------------------------------------------- | -------------------------------- | ------- | ----- | ----- |
|                                                   | Democrazia Cristiana (DC)        | 142.655 | 33,50 | 35    |
| Partito Socialista dei Lavoratori Italiani (PSLI) | 37.029                           | 8,70    | 9     |       |
| Partito Repubblicano Italiano (PRI)               | 19.583                           | 4,60    | 5     |       |
| Partito Liberale Italiano (PLI)                   | 14.486                           | 3,40    | 4     |       |
| Totale coalizione                                 | 213.753                          | 50,2    | 53    |       |
|                                                   | Partito Comunista Italiano (PCI) | 137.878 | 32,38 | 18    |
| Partito Socialista Italiano (PSI)                 | 57.218                           | 13,44   | 7     |       |
| Balilla                                           | 1.982                            | 0,47    | -     |       |
| Totale coalizione                                 | 30.790                           | 46,29   | 25    |       |
|                                                   | Movimento Sociale Italiano (MSI) | 14.236  | 3,34  | 2     |
|                                                   | Torre Embraci                    | 763     | 0,18  | -     |
| Totale                                            | Totale                           | 425.830 |       | 80    |

#### Imperia
| Liste                                                       | Liste                            | Voti   | %     | Seggi |
| ----------------------------------------------------------- | -------------------------------- | ------ | ----- | ----- |
|                                                             | Democrazia Cristiana (DC)        | 5.361  | 39,53 |       |
| Partito Socialista Unitario dei Lavoratori Italiani (PSULI) | 1.935                            | 14,28  |       |       |
| Totale coalizione                                           | 7.296                            | 53,81  |       |       |
|                                                             | Partito Comunista Italiano (PCI) | 3.703  | 27,30 |       |
| Partito Socialista Italiano (PSI)                           | 1.935                            | 14,27  |       |       |
| Totale coalizione                                           | 5.638                            | 41.57  |       |       |
|                                                             | Movimento Sociale Italiano (MSI) | 628    | 4,63  |       |
| Totale                                                      | Totale                           | 13.562 |       |       |

#### Savona
| Liste                                             | Liste                            | Voti   | %     | Seggi |
| ------------------------------------------------- | -------------------------------- | ------ | ----- | ----- |
|                                                   | Partito Comunista Italiano (PCI) | 18.103 | 40,53 |       |
| Partito Socialista Italiano (PSI)                 | 5.027                            | 11,25  |       |       |
| Indipendenti di Sinistra                          | 223                              | 0,50   |       |       |
| Totale coalizione                                 | 23.353                           | 52,28  |       |       |
|                                                   | Democrazia Cristiana (DC)        | 13.099 | 29,33 |       |
| Partito Socialista dei Lavoratori Italiani (PSLI) | 3.231                            | 7,23   |       |       |
| Partito Liberale Italiano (PLI)                   | 1.873                            | 4,19   |       |       |
| Partito Repubblicano Italiano (PRI)               | 1.309                            | 2,93   |       |       |
| Totale coalizione                                 | 19.512                           | 43,68  |       |       |
|                                                   | Movimento Sociale Italiano (MSI) | 1.801  | 4,03  |       |
| Totale                                            | Totale                           | 44.666 |       |       |

### Marche

#### Ancona
| Liste                                                       | Liste                            | Voti   | %     | Seggi |
| ----------------------------------------------------------- | -------------------------------- | ------ | ----- | ----- |
|                                                             | Democrazia Cristiana (DC)        | 12.140 | 25,24 |       |
| Partito Repubblicano Italiano (PRI)                         | 7.927                            | 16,48  |       |       |
| Partito Socialista Unitario dei Lavoratori Italiani (PSULI) | 2.745                            | 5,71   |       |       |
| Partito Liberale Italiano (PLI)                             | 1.169                            | 2,43   |       |       |
| Totale coalizione                                           | 23.981                           | 47,43  |       |       |
|                                                             | Partito Comunista Italiano (PCI) | 14.248 | 29,62 |       |
| Partito Socialista Italiano (PSI)                           | 5.992                            | 12,46  |       |       |
| Movimento Repubblicano Mazziniano                           | 1.222                            | 2,54   |       |       |
| Totale coalizione                                           | 22.862                           | 44,62  |       |       |
|                                                             | Movimento Sociale Italiano (MSI) | 2.657  | 5,52  |       |
| Totale                                                      | Totale                           | 48.100 |       |       |

#### Ascoli Piceno
| Liste                                                             | Liste                                                       | Voti   | %    | Seggi |
| ----------------------------------------------------------------- | ----------------------------------------------------------- | ------ | ---- | ----- |
|                                                                   | Democrazia Cristiana (DC)                                   | 7.706  | 33,9 |       |
| Partito Repubblicano Italiano-Partito Liberale Italiano (PRI-PLI) | 1.451                                                       | 6,4    |      |       |
| Totale coalizione                                                 | 9.157                                                       | 40,3   |      |       |
|                                                                   | Partito Socialista Italiano (PSI)                           | 4.789  | 21,1 |       |
| Partito Comunista Italiano (PCI)                                  | 2.445                                                       | 10,8   |      |       |
| Indipendenti di Sinistra                                          | 340                                                         | 1,5    |      |       |
| Totale coalizione                                                 | 7.574                                                       | 33,4   |      |       |
|                                                                   | Movimento Sociale Italiano (MSI)                            | 3.340  | 14,7 |       |
|                                                                   | Partito Socialista Unitario dei Lavoratori Italiani (PSULI) | 1.220  | 5,4  |       |
|                                                                   | Partito Nazionale Monarchico (PNM)                          | 1.380  | 6,1  |       |
| Totale                                                            | Totale                                                      | 22.733 |      | 40    |

#### Macerata
| Liste                               | Liste                            | Voti   | %    | Seggi |
| ----------------------------------- | -------------------------------- | ------ | ---- | ----- |
|                                     | Democrazia Cristiana (DC)        | 8.523  | 48,7 | 21    |
| Partito Repubblicano Italiano (PRI) | 2.032                            | 11,6   | 5    |       |
| Totale coalizione                   | 10.285                           | 60,3   | 26   |       |
|                                     | Partito Comunista Italiano (PCI) | 2.067  | 11,8 | 4     |
| Partito Socialista Italiano (PSI)   | 2.003                            | 11,4   | 4    |       |
| Totale coalizione                   | 4.070                            | 23,2   | 8    |       |
|                                     | Movimento Sociale Italiano (MSI) | 1.480  | 8,5  | 3     |
|                                     | Unità Socialista (US)            | 1.314  | 7,5  | 3     |
|                                     | Partito Liberale Italiano (PLI)  | 360    | 2,0  | -     |
| Totale                              | Totale                           | 17.509 |      | 40    |

#### Pesaro
| Liste                                                       | Liste                            | Voti   | %    | Seggi |
| ----------------------------------------------------------- | -------------------------------- | ------ | ---- | ----- |
|                                                             | Partito Comunista Italiano (PCI) | 12.298 | 39,5 |       |
| Partito Socialista Italiano (PSI)                           | 3.282                            | 10,6   |      |       |
| Indipendenti di Sinistra                                    | 479                              | 1,5    |      |       |
| Totale coalizione                                           | 16.059                           | 51,6   |      |       |
|                                                             | Democrazia Cristiana (DC)        | 8.892  | 28,6 |       |
| Partito Socialista Unitario dei Lavoratori Italiani (PSULI) | 2.834                            | 9,1    |      |       |
| Partito Repubblicano Italiano (PRI)                         | 1.486                            | 4,8    |      |       |
| Partito Liberale Italiano (PLI)                             | 804                              | 2,6    |      |       |
| Totale coalizione                                           | 14.016                           | 45,1   |      |       |
|                                                             | Movimento Sociale Italiano (MSI) | 1.045  | 3,3  |       |
| Totale                                                      | Totale                           | 31.120 |      | 40    |

## Elezioni comunali del 10 giugno

### Piemonte

#### Alessandria
| Liste                                                                                         | Liste                            | Voti   | %    | Seggi |
| --------------------------------------------------------------------------------------------- | -------------------------------- | ------ | ---- | ----- |
|                                                                                               | Partito Comunista Italiano (PCI) | 13.775 | 26,2 | 13    |
| Partito Socialista Italiano (PSI)                                                             | 12.860                           | 24,5   | 13   |       |
| Totale coalizione                                                                             | 26.635                           | 50,7   | 26   |       |
|                                                                                               | Democrazia Cristiana (DC)        | 14.671 | 27,9 | 8     |
| Partito Socialista Unitario dei Lavoratori Italiani - Partito Socialista Unitario (PSULI-PSU) | 5.841                            | 11,1   | 3    |       |
| Partito Liberale Italiano (PLI)                                                               | 2.696                            | 5,1    | 1    |       |
| Totale coalizione                                                                             | 23.208                           | 44,1   | 12   |       |
|                                                                                               | Movimento Sociale Italiano (MSI) | 2.731  | 5,2  | 2     |
| Totale                                                                                        | Totale                           | 52.574 |      | 40    |

#### Asti
| Liste                                                                          | Liste                                                              | Voti   | %    | Seggi |
| ------------------------------------------------------------------------------ | ------------------------------------------------------------------ | ------ | ---- | ----- |
|                                                                                | Democrazia Cristiana (DC)                                          | 13.698 | 42,0 | 18    |
| Partito Socialista - Sezione Italiana dell'Internazionale Socialista (PS-SIIS) | 3.699                                                              | 11,3   | 5    |       |
| Partito Liberale Italiano (PLI)                                                | 2.017                                                              | 6,2    | 3    |       |
| Totale coalizione                                                              | 19.414                                                             | 59,5   | 26   |       |
|                                                                                | Partito Comunista Italiano - Partito Socialista Italiano (PCI-PSI) | 10.505 | 32,2 | 12    |
|                                                                                | Partito dei Contadini d'Italia (PCdI)                              | 2.731  | 8,4  | 2     |
| Totale                                                                         | Totale                                                             | 32.650 |      | 40    |

#### Cuneo
| Liste                                                       | Liste                             | Voti   | %     | Seggi |
| ----------------------------------------------------------- | --------------------------------- | ------ | ----- | ----- |
|                                                             | Democrazia Cristiana (DC)         | 10.441 | 45,48 | 20    |
| Partito Socialista Unitario dei Lavoratori Italiani (PSULI) | 3.267                             | 14,23  | 6     |       |
| Totale coalizione                                           | 13.708                            | 59,71  | 26    |       |
|                                                             | Partito Socialista Italiano (PSI) | 2.350  | 10,23 | 3     |
| Partito Comunista Italiano (PCI)                            | 1.931                             | 8,41   | 3     |       |
| Totale coalizione                                           | 4.281                             | 18,64  | 6     |       |
|                                                             | Partito Liberale Italiano (PLI)   | 3.038  | 13,23 | 5     |
|                                                             | Indipendenti                      | 1.216  | 5,30  | 2     |
|                                                             | Movimento Sociale Italiano (MSI)  | 713    | 3,11  | 1     |
| Totale                                                      | Totale                            | 22.956 |       | 40    |

#### Torino
| Liste                                             | Liste                              | Voti    | %     | Seggi |
| ------------------------------------------------- | ---------------------------------- | ------- | ----- | ----- |
|                                                   | Democrazia Cristiana (DC)          | 148.339 | 32,32 | 34    |
| Partito Liberale Italiano (PLI)                   | 45.581                             | 9,93    | 10    |       |
| Partito Socialista dei Lavoratori Italiani (PSLI) | 35.935                             | 7,83    | 8     |       |
| Partito Repubblicano Italiano (PRI)               | 2.637                              | 0,57    | 1     |       |
| Totale coalizione                                 | 232.492                            | 50,65   | 53    |       |
|                                                   | Partito Comunista Italiano (PCI)   | 135.020 | 29,42 | 16    |
| Partito Socialista Italiano (PSI)                 | 40.983                             | 8,93    | 5     |       |
| Civitas                                           | 2.450                              | 0,53    | -     |       |
| Mutilati e Combattenti                            | 1.758                              | 0,38    | -     |       |
| Totale coalizione                                 | 180.210                            | 39,26   | 21    |       |
|                                                   | Partito Socialista Unitario (PSU)  | 21.296  | 4,64  | 3     |
|                                                   | Movimento Sociale Italiano (MSI)   | 18.610  | 4,05  | 2     |
|                                                   | Partito Nazionale Monarchico (PNM) | 6.284   | 1,37  | 1     |
| Totale                                            | Totale                             | 458.903 |       | 80    |

### Veneto

#### Belluno
| Liste                                                       | Liste                             | Voti   | %    | Seggi |
| ----------------------------------------------------------- | --------------------------------- | ------ | ---- | ----- |
|                                                             | Democrazia Cristiana (DC)         | 6.522  | 42,9 | 20    |
| Partito Socialista Unitario dei Lavoratori Italiani (PSULI) | 1.774                             | 11,7   | 6    |       |
| Totale coalizione                                           | 8.296                             | 54,6   | 26   |       |
|                                                             | Partito Socialista Italiano (PSI) | 2.551  | 16,8 | 6     |
| Partito Comunista Italiano (PCI)                            | 2.353                             | 15,5   | 5    |       |
| Indipendenti di Sinistra                                    | 210                               | 1,4    | 1    |       |
| Totale coalizione                                           | 5.114                             | 33,7   | 12   |       |
|                                                             | Movimento Sociale Italiano (MSI)  | 830    | 5,5  | 2     |
|                                                             | Indipendenti di Destra            | 666    | 4,4  | 1     |
|                                                             | Partito Repubblicano Italiano     | 287    | 1,9  | -     |
| Totale                                                      | Totale                            | 15.193 |      | 40    |

### Friuli-Venezia Giulia

#### Udine
| Liste                               | Liste                                                       | Voti   | %    | Seggi |
| ----------------------------------- | ----------------------------------------------------------- | ------ | ---- | ----- |
|                                     | Democrazia Cristiana (DC)                                   | 18.297 | 42,8 | 24    |
| Partito Liberale Italiano (PLI)     | 1.516                                                       | 3,5    | 2    |       |
| Totale coalizione                   | 19.813                                                      | 46,3   | 26   |       |
|                                     | Partito Comunista Italiano (PCI)                            | 6.625  | 15,5 | 4     |
| Partito Socialista Italiano (PSI)   | 4.298                                                       | 10,0   | 3    |       |
| Difesa Contribuente                 | 282                                                         | 0,7    | -    |       |
| Totale coalizione                   | 11.205                                                      | 26,2   | 7    |       |
|                                     | Partito Socialista Unitario dei Lavoratori Italiani (PSULI) | 5.018  | 11,7 | 4     |
| Partito Repubblicano Italiano (PRI) | 673                                                         | 1,6    | -    |       |
| Totale coalizione                   | 5.691                                                       | 13,3   | 4    |       |
|                                     | Movimento Sociale Italiano (MSI)                            | 4.806  | 11,2 | 3     |
|                                     | Movimento Popolare Friulano                                 | 700    | 1,6  | -     |
|                                     | Lista Castello (ID-UQ)                                      | 526    | 1,2  | -     |
| Totale                              | Totale                                                      | 42.741 |      | 40    |

### Liguria

#### La Spezia
| Liste                                                              | Liste                            | Voti   | %    | Seggi |
| ------------------------------------------------------------------ | -------------------------------- | ------ | ---- | ----- |
|                                                                    | Partito Comunista Italiano (PCI) | 23.451 | 34,7 | 23    |
| Partito Socialista Italiano (PSI)                                  | 9.097                            | 13,5   | 9    |       |
| Indipendenti di Sinistra                                           | 481                              | 0,7    | 1    |       |
| Totale coalizione                                                  | 33.029                           | 48,9   | 33   |       |
|                                                                    | Democrazia Cristiana (DC)        | 19.919 | 29,4 | 10    |
| Partito Socialista Unitario dei Lavoratori Italiani (PSULI)        | 4.393                            | 6,5    | 2    |       |
| Partito Liberale Italiano - Partito Nazionale Monarchico (PLI-PNM) | 3.800                            | 5,6    | 2    |       |
| Partito Repubblicano Italiano (PRI)                                | 2.631                            | 3,9    | 1    |       |
| Totale coalizione                                                  | 30.743                           | 45,4   | 15   |       |
|                                                                    | Movimento Sociale Italiano (MSI) | 3.837  | 5,7  | 2     |
| Totale                                                             | Totale                           | 67.609 |      | 40    |

### Emilia-Romagna

#### Modena
| Liste                                                       | Liste                              | Voti   | %     | Seggi |
| ----------------------------------------------------------- | ---------------------------------- | ------ | ----- | ----- |
|                                                             | Partito Comunista Italiano (PCI)   | 32.427 | 44,62 | 27    |
| Partito Socialista Italiano (PSI)                           | 5.671                              | 7,80   | 5     |       |
| Indipendenti di Sinistra                                    | 1.531                              | 2,11   | 1     |       |
| Totale coalizione                                           | 39.629                             | 54,53  | 33    |       |
|                                                             | Democrazia Cristiana (DC)          | 22.375 | 30,79 | 12    |
| Partito Socialista Unitario dei Lavoratori Italiani (PSULI) | 5.675                              | 7,81   | 3     |       |
| Partito Liberale Italiano (PLI)                             | 1.937                              | 2,67   | 1     |       |
| Partito Repubblicano Italiano (PRI)                         | 543                                | 0,75   | -     |       |
| Totale coalizione                                           | 30.543                             | 42,02  | 16    |       |
|                                                             | Movimento Sociale Italiano (MSI)   | 2.153  | 2,96  | 1     |
|                                                             | Partito Nazionale Monarchico (PNM) | 364    | 0,50  | -     |
| Totale                                                      | Totale                             | 72.676 |       | 50    |

#### Parma
| Liste                                                                          | Liste                            | Voti   | %     | Seggi |
| ------------------------------------------------------------------------------ | -------------------------------- | ------ | ----- | ----- |
|                                                                                | Partito Comunista Italiano (PCI) | 28.436 | 35,36 | 24    |
| Partito Socialista Italiano (PSI)                                              | 10.473                           | 13,02  | 9     |       |
| Indipendenti di Sinistra                                                       | 601                              | 0,75   | -     |       |
| Totale coalizione                                                              | 39.510                           | 49,13  | 33    |       |
|                                                                                | Democrazia Cristiana (DC)        | 25.123 | 31,24 | 11    |
| Partito Socialista - Sezione Italiana dell'Internazionale Socialista (PS-SIIS) | 8.405                            | 10,45  | 3     |       |
| Partito Liberale Italiano (PLI)                                                | 2.572                            | 3,20   | 1     |       |
| Partito Repubblicano Italiano (PRI)                                            | 1.496                            | 1,86   | 1     |       |
| Totale coalizione                                                              | 37.596                           | 46,75  | 16    |       |
|                                                                                | Movimento Sociale Italiano (MSI) | 3.306  | 4,11  | 1     |
| Totale                                                                         | Totale                           | 80.412 |       | 50    |

#### Piacenza
| Liste                                                               | Liste                             | Voti   | %     | Seggi |
| ------------------------------------------------------------------- | --------------------------------- | ------ | ----- | ----- |
|                                                                     | Democrazia Cristiana (DC)         | 15.189 | 33,78 | 20    |
| Partito Socialista Unitario dei Lavoratori Italiani (PSULI)         | 3.209                             | 7,14   | 4     |       |
| Partito Liberale Italiano - Partito Repubblicano Italiano (PLI-PRI) | 1.322                             | 2,94   | 2     |       |
| Totale coalizione                                                   | 19.720                            | 43,86  | 26    |       |
|                                                                     | Partito Comunista Italiano (PCI)  | 13.950 | 31,03 | 8     |
| Partito Socialista Italiano (PSI)                                   | 4.873                             | 10,84  | 3     |       |
| Indipendenti di Sinistra                                            | 393                               | 0,87   | -     |       |
| Totale coalizione                                                   | 19.216                            | 43,74  | 11    |       |
|                                                                     | Partito Socialista Unitario (PSU) | 2.754  | 6,13  | 1     |
|                                                                     | Movimento Sociale Italiano (MSI)  | 2.197  | 4,89  | 1     |
|                                                                     | Indipendenti di Centro            | 1.075  | 2,39  | 1     |
| Totale                                                              | Totale                            | 44.962 |       | 40    |

#### Reggio Emilia
| Liste                                                                                          | Liste                              | Voti   | %     | Seggi |
| ---------------------------------------------------------------------------------------------- | ---------------------------------- | ------ | ----- | ----- |
|                                                                                                | Partito Comunista Italiano (PCI)   | 27.008 | 39,34 | 22    |
| Partito Socialista Italiano (PSI)                                                              | 12.714                             | 18,52  | 11    |       |
| Crostolo                                                                                       | 338                                | 0,49   | -     |       |
| Totale coalizione                                                                              | 40.060                             | 58,35  | 33    |       |
|                                                                                                | Democrazia Cristiana (DC)          | 17.323 | 25,23 | 10    |
| Partito Socialista Unitario dei Lavoratori Italiani - Partito Repubblicano Italiano (PSLI-PRI) | 6.807                              | 9,91   | 4     |       |
| Partito Liberale Italiano (PLI)                                                                | 1.524                              | 2,22   | 1     |       |
| Totale coalizione                                                                              | 25.654                             | 37,36  | 15    |       |
|                                                                                                | Movimento Sociale Italiano (MSI)   | 2.685  | 3,91  | 2     |
|                                                                                                | Partito Nazionale Monarchico (PNM) | 256    | 0,37  | -     |
| Totale                                                                                         | Totale                             |        |       | 50    |

### Toscana

#### Arezzo
| Liste                             | Liste                             | Voti   | %    | Seggi |
| --------------------------------- | --------------------------------- | ------ | ---- | ----- |
|                                   | Partito Comunista Italiano (PCI)  | 10.930 | 28,6 | 15    |
| Partito Socialista Italiano (PSI) | 8.523                             | 22,3   | 11   |       |
| Indipendente di Sinistra          | 172                               | 0,4    | -    |       |
| Totale coalizione                 | 19.625                            | 51,3   | 26   |       |
|                                   | Democrazia Cristiana (DC)         | 12.675 | 33,1 | 9     |
| PSULI - PRI - PLI                 | 2.009                             | 5,3    | 2    |       |
| Totale coalizione                 | 14.689                            | 38,4   | 11   |       |
|                                   | Movimento Sociale Italiano (MSI)  | 2.499  | 6,5  | 2     |
|                                   | Partito Socialista Unitario (PSU) | 1.104  | 2,9  | 1     |
|                                   | Indipendente di Destra            | 324    | 0,8  | -     |
| Totale                            | Totale                            | 38.236 |      | 40    |

#### Firenze
| Liste                             | Liste                              | Voti    | %    | Seggi |
| --------------------------------- | ---------------------------------- | ------- | ---- | ----- |
|                                   | Democrazia Cristiana (DC)          | 87.899  | 36,2 | 31    |
| PRI - PSLI                        | 14.474                             | 6,0     | 5    |       |
| Partito Liberale Italiano (PLI)   | 10.808                             | 4,5     | 4    |       |
| Totale coalizione                 | 113.181                            | 46,7    | 40   |       |
|                                   | Partito Comunista Italiano (PCI)   | 81.980  | 33,8 | 13    |
| Partito Socialista Italiano (PSI) | 24.342                             | 10,0    | 4    |       |
| Partito Cristiano del Lavoro      | 600                                | 0,2     | -    |       |
| Operatori Economici               | 476                                | 0,2     | -    |       |
| Totale coalizione                 | 107.398                            | 44,2    | 17   |       |
|                                   | Movimento Sociale Italiano (MSI)   | 12.621  | 5,2  | 2     |
|                                   | Partito Socialista Unitario (PSU)  | 7.297   | 3,0  | 1     |
|                                   | Partito Nazionale Monarchico (PNM) | 2.163   | 0,9  | -     |
| Totale                            | Totale                             | 242.767 |      | 60    |

#### Grosseto
| Liste                                                       | Liste                            | Voti   | %    | Seggi |
| ----------------------------------------------------------- | -------------------------------- | ------ | ---- | ----- |
|                                                             | Partito Comunista Italiano (PCI) | 8.536  | 38,2 | 20    |
| Partito Socialista Italiano (PSI)                           | 2.460                            | 11,0   | 6    |       |
| Indipendente di Sinistra                                    | 237                              | 1,1    | -    |       |
| Totale coalizione                                           | 11.233                           | 50,3   | 26   |       |
|                                                             | Democrazia Cristiana (DC)        | 3.707  | 16,6 | 5     |
| Partito Repubblicano Italiano (PRI)                         | 3.031                            | 13,6   | 3    |       |
| Partito Socialista Unitario dei Lavoratori Italiani (PSULI) | 1.258                            | 5,6    | 2    |       |
| Partito Liberale Italiano (PLI)                             | 476                              | 2,1    | 1    |       |
| Totale coalizione                                           | 8.472                            | 37,9   | 11   |       |
|                                                             | Movimento Sociale Italiano (MSI) | 2.632  | 11,8 | 3     |
| Totale                                                      | Totale                           | 22.337 |      | 40    |

#### Livorno
| Liste                                                       | Liste                             | Voti   | %    | Seggi |
| ----------------------------------------------------------- | --------------------------------- | ------ | ---- | ----- |
|                                                             | Partito Comunista Italiano (PCI)  | 38.924 | 47,3 | 27    |
| Partito Socialista Italiano (PSI)                           | 8.447                             | 10,3   | 6    |       |
| Totale coalizione                                           | 47.371                            | 57,6   | 33   |       |
|                                                             | Democrazia Cristiana (DC)         | 21.938 | 26,6 | 11    |
| Partito Socialista Unitario dei Lavoratori Italiani (PSULI) | 4.507                             | 5,5    | 2    |       |
| Partito Repubblicano Italiano (PRI)                         | 4.238                             | 5,1    | 2    |       |
| Partito Liberale Italiano (PLI)                             | 2.807                             | 3,4    | 1    |       |
| Totale coalizione                                           | 33.490                            | 40,6   | 16   |       |
|                                                             | Movimento Cristiano Sociale (MCS) | 1.035  | 1,3  | 1     |
|                                                             | Democrazia Nazionale              | 434    | 0,5  | -     |
| Totale                                                      | Totale                            | 82.330 |      | 50    |

#### Lucca
| Liste                             | Liste                            | Voti   | %    | Seggi |
| --------------------------------- | -------------------------------- | ------ | ---- | ----- |
|                                   | Democrazia Cristiana (DC)        | 27.486 | 53,6 | 26    |
|                                   | Partito Comunista Italiano (PCI) | 8.105  | 15,8 | 5     |
| Partito Socialista Italiano (PSI) | 3.682                            | 7,2    | 2    |       |
| Totale coalizione                 | 11.787                           | 23,0   | 7    |       |
|                                   | PSULI - PSU - PRI - PLI          | 5.384  | 10,5 | 3     |
|                                   | Movimento Sociale Italiano (MSI) | 3.942  | 7,7  | 2     |
|                                   | PLI - PNM                        | 2.688  | 5,2  | 2     |
| Totale                            | Totale                           | 51.287 |      | 40    |

#### Massa
| Liste                                                       | Liste                            | Voti   | %    | Seggi |
| ----------------------------------------------------------- | -------------------------------- | ------ | ---- | ----- |
|                                                             | Democrazia Cristiana (DC)        | 7.910  | 30,6 | 17    |
| Partito Repubblicano Italiano (PRI)                         | 2.271                            | 8,8    | 5    |       |
| Partito Socialista Unitario dei Lavoratori Italiani (PSULI) | 2.023                            | 7,8    | 4    |       |
| Totale coalizione                                           | 12.204                           | 47,2   | 26   |       |
|                                                             | Partito Comunista Italiano (PCI) | 5.469  | 21,2 | 6     |
| Partito Socialista Italiano (PSI)                           | 4.784                            | 18,5   | 5    |       |
| Indipendenti di Sinistra                                    | 297                              | 1,1    | -    |       |
| Totale coalizione                                           | 10.253                           | 40,8   | 11   |       |
|                                                             | Movimento Sociale Italiano (MSI) | 2.671  | 10,3 | 3     |
|                                                             | Indipendenti                     | 421    | 1,6  | -     |
| Totale                                                      | Totale                           | 25.846 |      | 40    |

#### Pisa
| Liste                                                       | Liste                            | Voti   | %     | Seggi |
| ----------------------------------------------------------- | -------------------------------- | ------ | ----- | ----- |
|                                                             | Democrazia Cristiana (DC)        | 15.819 | 32,33 | 18    |
| Partito Socialista Unitario dei Lavoratori Italiani (PSULI) | 2.974                            | 6,08   | 3     |       |
| Partito Repubblicano Italiano (PRI)                         | 2.483                            | 5,08   | 3     |       |
| Partito Liberale Italiano (PLI)                             | 1.769                            | 3,62   | 2     |       |
| Totale coalizione                                           | 23.045                           | 47,11  | 26    |       |
|                                                             | Partito Comunista Italiano (PCI) | 16.104 | 32,92 | 9     |
| Partito Socialista Italiano (PSI)                           | 6.423                            | 13,13  | 3     |       |
| Locale Torre                                                | 433                              | 0,88   | -     |       |
| Totale coalizione                                           | 22.996                           | 46,93  | 12    |       |
|                                                             | Movimento Sociale Italiano (MSI) | 2.917  | 5,96  | 2     |
| Totale                                                      | Totale                           | 48.922 |       | 40    |

#### Pistoia
| Liste                                                       | Liste                            | Voti   | %    | Seggi |
| ----------------------------------------------------------- | -------------------------------- | ------ | ---- | ----- |
|                                                             | Partito Comunista Italiano (PCI) | 18.707 | 39,1 | 20    |
| Partito Socialista Italiano (PSI)                           | 5.554                            | 11,6   | 6    |       |
| Unità Popolare                                              | 275                              | 0,6    | -    |       |
| Totale coalizione                                           | 24.536                           | 51,3   | 26   |       |
|                                                             | Democrazia Cristiana (DC)        | 16.327 | 34,1 | 10    |
| Partito Socialista Unitario dei Lavoratori Italiani (PSULI) | 3.371                            | 7,0    | 2    |       |
| Partito Liberale Italiano (PLI)                             | 1.228                            | 2,6    | 1    |       |
| Partito Repubblicano Italiano (PRI)                         | 751                              | 1,6    | -    |       |
| Totale coalizione                                           | 21.677                           | 45,3   | 13   |       |
|                                                             | Movimento Sociale Italiano (MSI) | 1.656  | 3,5  | 1     |
| Totale                                                      | Totale                           | 47.869 |      | 40    |

#### Siena
| Liste                               | Liste                                                        | Voti   | %    | Seggi |
| ----------------------------------- | ------------------------------------------------------------ | ------ | ---- | ----- |
|                                     | Partito Comunista Italiano (PCI)                             | 9.807  | 28,6 | 17    |
| Partito Socialista Italiano (PSI)   | 5.304                                                        | 15,5   | 9    |       |
| Indipendenti di Sinistra            | 310                                                          | 0,9    | -    |       |
| Totale coalizione                   | 15.421                                                       | 45,0   | 26   |       |
|                                     | Democrazia Cristiana - Partito Nazionale Monarchico (DC-PNM) | 12.359 | 36,0 | 9     |
| Partito Repubblicano Italiano (PRI) | 1.187                                                        | 3,5    | 1    |       |
| Partito Liberale Italiano (PLI)     | 1.140                                                        | 3,3    | 1    |       |
| Totale coalizione                   | 14.686                                                       | 41,8   | 11   |       |
|                                     | Movimento Sociale Italiano (MSI)                             | 2.704  | 7,9  | 2     |
|                                     | Partito Socialista Unitario dei Lavoratori Italiani (PSULI)  | 1.485  | 4,3  | 1     |
| Totale                              | Totale                                                       | 34.296 |      | 40    |

### Lazio

#### Latina
| Liste                                                       | Liste                               | Voti   | %     | Seggi |
| ----------------------------------------------------------- | ----------------------------------- | ------ | ----- | ----- |
|                                                             | Democrazia Cristiana (DC)           | 4.844  | 33,46 | 26    |
|                                                             | Partito Socialista Italiano (PSI)   | 2.052  | 14,18 | 3     |
| Partito Comunista Italiano (PCI)                            | 1.301                               | 8,99   | 2     |       |
| Indipendenti di Sinistra                                    | 358                                 | 2,47   | -     |       |
| Totale coalizione                                           | 3.711                               | 25,64  | 5     |       |
|                                                             | Movimento Sociale Italiano (MSI)    | 3.214  | 22,20 | 5     |
|                                                             | Partito Repubblicano Italiano (PRI) | 1.085  | 7,50  | 2     |
| Partito Socialista Unitario dei Lavoratori Italiani (PSULI) | 847                                 | 5,85   | 1     |       |
| Partito Liberale Italiano (PLI)                             | 213                                 | 1,47   | -     |       |
| Totale coalizione                                           | 2.145                               | 14,82  | 3     |       |
|                                                             | Partito Nazionale Monarchico (PNM)  | 561    | 3,88  | 1     |
| Totale                                                      | Totale                              | 14.475 |       | 40    |

#### Viterbo
| Liste                             | Liste                              | Voti   | %    | Seggi |
| --------------------------------- | ---------------------------------- | ------ | ---- | ----- |
|                                   | Democrazia Cristiana (DC)          | 8.602  | 35,4 | 22    |
| PRI-PLI-PSLI                      | 1.702                              | 7,0    | 4    |       |
| Totale coalizione                 | 10.304                             | 42,4   | 26   |       |
|                                   | Partito Comunista Italiano (PCI)   | 4.130  | 17,0 | 4     |
| Indipendenti di Sinistra          | 3.154                              | 12,8   | 3    |       |
| Partito Socialista Italiano (PSI) | 2.277                              | 9,4    | 3    |       |
| Totale coalizione                 | 9.531                              | 39,2   | 10   |       |
|                                   | Movimento Sociale Italiano (MSI)   | 3.290  | 13,6 | 3     |
|                                   | Partito Nazionale Monarchico (PNM) | 1.175  | 8,4  | 1     |
| Totale                            | Totale                             | 24.300 |      | 40    |

### Abruzzo

#### Chieti
| Liste                             | Liste                            | Voti   | %     | Seggi |
| --------------------------------- | -------------------------------- | ------ | ----- | ----- |
|                                   | Democrazia Cristiana (DC)        | 7.160  | 36,85 | 26    |
|                                   | Partito Comunista Italiano (PCI) | 2.553  | 13,14 | 3     |
| Partito Socialista Italiano (PSI) | 1.384                            | 7,12   | 2     |       |
| Indipendenti di Sinistra          | 204                              | 1,05   | -     |       |
| Totale coalizione                 | 4.141                            | 21,31  | 5     |       |
|                                   | PLI-PNM-UQ                       | 3.630  | 18,68 | 4     |
|                                   | Movimento Sociale Italiano (MSI) | 3.617  | 18,62 | 4     |
|                                   | PRI-PSULI                        | 883    | 4,54  | 1     |
| Totale                            | Totale                           | 19.431 |       | 40    |

#### L'Aquila
| Liste                                             | Liste                             | Voti   | %    | Seggi |
| ------------------------------------------------- | --------------------------------- | ------ | ---- | ----- |
|                                                   | Democrazia Cristiana (DC)         | 6.859  | 26,5 | 17    |
| Partito Liberale Italiano (PLI)                   | 1.803                             | 7,0    | 4    |       |
| Partito Socialista dei Lavoratori Italiani (PSLI) | 1.623                             | 6,3    | 4    |       |
| Partito Repubblicano Italiano (PRI)               | 513                               | 2,0    | 1    |       |
| Totale coalizione                                 | 10.798                            | 41,8   | 26   |       |
|                                                   | Partito Comunista Italiano (PCI)  | 4.730  | 18,3 | 5     |
| Partito Socialista Italiano (PSI)                 | 2.803                             | 10,8   | 3    |       |
| Indipendenti di Sinistra                          | 383                               | 1,5    | -    |       |
| Totale coalizione                                 | 7.917                             | 30,6   | 8    |       |
|                                                   | Movimento Sociale Italiano (MSI)  | 4.791  | 18,5 | 4     |
| Partito Nazionale Monarchico (PNM)                | 922                               | 3,6    | 1    |       |
| Totale coalizione                                 | 5.713                             | 22,1   | 5    |       |
|                                                   | Partito Socialista Unitario (PSU) | 1.427  | 5,5  | 1     |
| Totale                                            | Totale                            | 25.855 | 100  | 40    |

#### Pescara
| Liste                                                       | Liste                            | Voti   | %    | Seggi |
| ----------------------------------------------------------- | -------------------------------- | ------ | ---- | ----- |
|                                                             | Partito Comunista Italiano (PCI) | 8.826  | 26,0 | 16    |
| Partito Socialista Italiano (PSI)                           | 5.113                            | 15,1   | 9    |       |
| Indipendenti di Sinistra                                    | 829                              | 2,4    | 1    |       |
| Totale coalizione                                           | 14.768                           | 43,5   | 26   |       |
|                                                             | Democrazia Cristiana (DC)        | 8.528  | 25,1 | 7     |
| Partito Socialista Unitario dei Lavoratori Italiani (PSULI) | 1.477                            | 4,4    | 1    |       |
| Partito Repubblicano Italiano (PRI)                         | 406                              | 1,2    | -    |       |
| Concentrazione marinara (DC-PLI-ID)                         | 168                              | 0,5    | -    |       |
| Totale coalizione                                           | 10.579                           | 31,2   | 8    |       |
|                                                             | Movimento Sociale Italiano (MSI) | 5.729  | 16,9 | 4     |
| Partito Nazionale Monarchico (PNM)                          | 2.230                            | 6,6    | 2    |       |
| Fronte dell'Uomo Qualunque (UQ)                             | 346                              | 1,0    | -    |       |
| Fronte Nazionale                                            | 278                              | 0,8    | -    |       |
| Totale coalizione                                           | 8.584                            | 25,3   | 6    |       |
| Totale                                                      | Totale                           | 33.931 |      | 40    |

#### Teramo
| Liste                             | Liste                            | Voti   | %     | Seggi |
| --------------------------------- | -------------------------------- | ------ | ----- | ----- |
|                                   | Democrazia Cristiana (DC)        | 7.948  | 42,69 | 23    |
| PSULI-PRI-PLI                     | 893                              | 4,80   | 3     |       |
| Totale coalizione                 | 8.841                            | 47,49  | 26    |       |
|                                   | Partito Comunista Italiano (PCI) | 4.908  | 26,36 | 7     |
| Partito Socialista Italiano (PSI) | 2.044                            | 10,98  | 3     |       |
| Indipendenti di Sinistra          | 412                              | 2,21   | 1     |       |
| Totale coalizione                 | 7.364                            | 39,55  | 11    |       |
|                                   | MSI-PNM                          | 2.413  | 12,96 | 3     |
| Totale                            | Totale                           | 18.618 |       | 40    |

### Puglia

#### Brindisi
| Liste                                                                          | Liste                               | Voti   | %     | Seggi |
| ------------------------------------------------------------------------------ | ----------------------------------- | ------ | ----- | ----- |
|                                                                                | Partito Socialista Italiano (PSI)   | 4.869  | 18,80 | 13    |
| Partito Comunista Italiano (PCI)                                               | 4.377                               | 16,90  | 12    |       |
| Indipendenti di Sinistra                                                       | 160                                 | 0,61   | 1     |       |
| Piccoli Agricoltori                                                            | 157                                 | 0,60   | -     |       |
| Totale coalizione                                                              | 9.572                               | 36,91  | 26    |       |
|                                                                                | Democrazia Cristiana (DC)           | 6.032  | 23,29 | 5     |
| Partito Socialista - Sezione Italiana dell'Internazionale Socialista (PS-SIIS) | 1.164                               | 4,49   | 1     |       |
| Partito Liberale Italiano-Fronte dell'Uomo Qualunque (PLI-UQ)                  | 920                                 | 3,55   | 1     |       |
| Totale coalizione                                                              | 8.116                               | 31,33  | 7     |       |
|                                                                                | Partito Nazionale Monarchico (PNM)  | 4.152  | 16,03 | 4     |
| Movimento Sociale Italiano (MSI)                                               | 3.535                               | 13,64  | 3     |       |
| Totale coalizione                                                              | 7.687                               | 29,67  | 7     |       |
|                                                                                | Partito Repubblicano Italiano (PRI) | 351    | 1,36  | -     |
|                                                                                | Indipendenti                        | 189    | 0,73  | -     |
| Totale                                                                         | Totale                              | 25.904 |       | 40    |

#### Lecce
| Liste                             | Liste                              | Voti   | %     | Seggi |
| --------------------------------- | ---------------------------------- | ------ | ----- | ----- |
|                                   | Partito Nazionale Monarchico (PNM) | 7.876  | 26,74 | 19    |
| Fronte dell'Uomo Qualunque (UQ)   | 2.786                              | 9,46   | 7     |       |
| Totale coalizione                 | 10.662                             | 36,20  | 26    |       |
|                                   | Democrazia Cristiana (DC)          | 7.030  | 23,86 | 5     |
| PSULI-PRI-PLI                     | 1.880                              | 6,38   | 2     |       |
| Indipendenti di Centro            | 211                                | 0,71   | -     |       |
| Totale coalizione                 | 9.121                              | 30,96  | 7     |       |
|                                   | Partito Comunista Italiano (PCI)   | 4.183  | 14,20 | 3     |
| Partito Socialista Italiano (PSI) | 1.652                              | 5,61   | 1     |       |
| Totale coalizione                 | 5.835                              | 19,81  | 4     |       |
|                                   | Movimento Sociale Italiano (MSI)   | 3.839  | 13,03 | 3     |
| Totale                            | Totale                             | 29.457 |       | 40    |

#### Taranto
| Liste                             | Liste                            | Voti   | %     | Seggi |
| --------------------------------- | -------------------------------- | ------ | ----- | ----- |
|                                   | Partito Comunista Italiano (PCI) | 26.778 | 35,19 | 25    |
| Partito Socialista Italiano (PSI) | 7.927                            | 10,42  | 7     |       |
| Indipendenti di Sinistra          | 605                              | 0,80   | 1     |       |
| Totale coalizione                 | 35.310                           | 46,41  | 33    |       |
|                                   | DC-PSULI-PRI                     | 21.882 | 28,76 | 9     |
| PLI-PNM-UQ                        | 9.020                            | 11,86  | 4     |       |
| Totale coalizione                 | 30.902                           | 40,62  | 13    |       |
|                                   | Movimento Sociale Italiano (MSI) | 9.362  | 12,30 | 4     |
|                                   | Indipendenti                     | 509    | 0,67  | -     |
| Totale                            | Totale                           | 76.083 |       | 50    |

## Elezioni provinciali
Risultati complessivi in 27 province nelle elezioni provinciali del 27 e 28 maggio.
| Partito                                           | Voti      | %    | Seggi |
| ------------------------------------------------- | --------- | ---- | ----- |
| Democrazia Cristiana (DC)                         | 3.478.360 | 41,1 | 388   |
| Partito Comunista Italiano (PCI)                  | 1.855.323 | 21,9 | 290   |
| Partito Socialista Italiano (PSI)                 | 1.131.871 | 13,4 | 290   |
| PSULI                                             | 654.379   | 7,7  | 66    |
| Partito Socialista dei Lavoratori Italiani (PSLI) | 184.942   | 2,2  | 66    |
| Partito Socialista Unitario (PSU)                 | 48.041    | 0,6  | 66    |
| Movimento Sociale Italiano (MSI)                  | 337.606   | 4,0  | 17    |
| Partito Repubblicano Italiano (PRI)               | 276.809   | 3,3  | 24    |
| Partito Liberale Italiano (PLI)                   | 267.826   | 3,2  | 26    |
| Indipendenti di sinistra                          | 84.756    | 1,0  | 8     |
| Indipendenti di centro                            | 45.540    | 0,5  | -     |
| Indipendenti apolitici                            | 37.779    | 0,4  | 8     |
| Partito Nazionale Monarchico (PNM)                | 33.019    | 0.4  | 4     |
| Indipendenti di destra                            | 32.576    | 0,3  | -     |
| Contribuenti                                      | 550       | 0,0  | -     |
| Totale                                            |           |      | 831   |

Risultati complessivi in 30 province nelle elezioni provinciali del 10 e 11 giugno.
| Partito                                           | Voti      | %    | Seggi |
| ------------------------------------------------- | --------- | ---- | ----- |
| Democrazia Cristiana (DC)                         | 2.351.018 | 35,9 | 339   |
| Partito Comunista Italiano (PCI)                  | 1.529.423 | 23,3 | 207   |
| Partito Socialista Italiano (PSI)                 | 849.699   | 12,9 | 113   |
| PSULI                                             | 346.607   | 5,3  | 36    |
| Movimento Sociale Italiano (MSI)                  | 280.731   | 4,3  | 23    |
| Partito Liberale Italiano (PLI)                   | 256.165   | 3,9  | 20    |
| Indipendenti di sinistra                          | 151.031   | 2,3  | 25    |
| Partito Repubblicano Italiano (PRI)               | 150.620   | 2,3  | 16    |
| Partito Socialista dei Lavoratori Italiani (PSLI) | 124.325   | 1,9  | 5     |
| Indipendenti di destra                            | 108.034   | 1,6  | 18    |
| Partito Nazionale Monarchico (PNM)                | 105.083   | 1,6  | 10    |
| Indipendenti di centro                            | 85.604    | 1,3  | 19    |
| Partito Socialista Unitario (PSU)                 | 66.483    | 1,0  | 3     |
| Altri                                             | 158.158   | 2,4  | 15    |
| Totale                                            | 6.562.981 |      | 849   |

Vennero rinviate all’anno successivo le elezioni di 22 province, prevalentemente del Sud.